# Pelomyia granditarsa
Pelomyia granditarsa är en tvåvingeart som beskrevs av Foster och Wayne N. Mathis 2003. Pelomyia granditarsa ingår i släktet Pelomyia och familjen Canacidae.
Artens utbredningsområde är Nevada. Inga underarter finns listade i Catalogue of Life.